# Phobos (álbum)
Phobos es el noveno álbum del grupo Voivod, editado en 1997. Este es el segundo trabajo de la banda con el bajista Eric Forrest. El tema que cierra el disco es un cover de "21st Century Schizoid Man" de King Crimson.

## Lista de canciones
1. "Catalepsy I" - 1:15
2. "Rise" - 4:55
3. "Mercury" - 5:40
4. "Phobos" - 6:57
5. "Bacteria" - 8:08
6. "Temps Mort" - 1:49
7. "The Tower" - 6:10
8. "Quantum" - 6:34
9. "Neutrino" - 7:43
10. "Forlorn" - 6:01
11. "Catalepsy II" - 1:07
12. "M-Body" - 3:37
13. "21st Century Schizoid Man" (cover de King Crimson) - 6:34

## Personal
- Eric Forrest: bajo, voz
- Denis D'Amour: guitarra
- Michel Langevin: batería, dispositivos electrónicos, portada

Con
- Karyn Crisis: voz, letra (Track 10)
- Jason Newsted: bajo, voz, letra (Track 12)
- Ivan Doroschuk: dispositivos electrónicos
- James Cavalluzzo: dispositivos electrónicos